# 도모즈루 사건

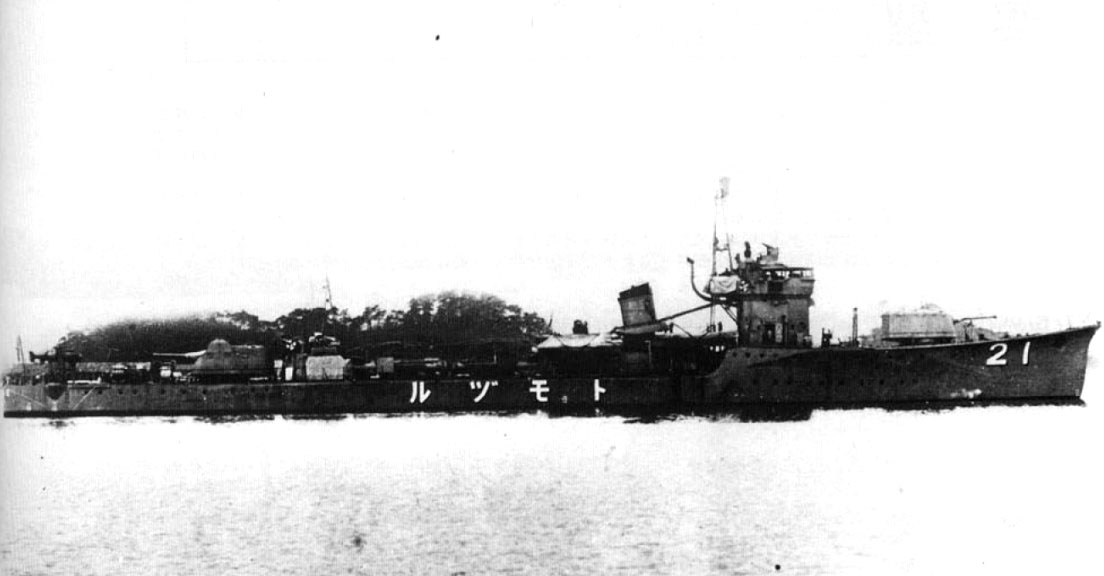
준공 당시의 어뢰정 '도모즈루'

도모즈루 사건은 1934년 (쇼와 9년) 3월 12일에 이뤄진 수뢰전대의 야간 연습 중 사세보 항 바깥에서 일어난 일본 제국 해군의 지도리급 어뢰정 3번함 '도모즈루'의 전복 사고로, 이후 원인 조사 구명 작업을 통해 함정 설계 철학에 심각한 문제가 있음이 드러났다. 익년 발생한 제 4함대 사건과 함께 일본 해군 함정 설계에 큰 영향을 미쳤다.

## 사건의 개요
연습 당일은 때마침 거친 날씨에 파도가 심했다. 당시 어뢰정은 계산 상 90~110도 정도의 경사에 견딜 수 있는 복원력을 갖도록 설계하였으나, 오전 4시 12분 경 '도모즈루'는 약 40도의 경사에 전복하였다. 이후 탐색으로 발견된 도모즈루는 수반함인 사세보 경비 전대 기함 '다쓰타'에 예항되어 다음날 3월 13일 사세보 해군 공창의 드라이 도크에 입거하였고, 배수한 뒤 생존자 13명을 구출하였다. 결과적으로 총원 113명 중 100명이 사망 혹은 행방불명한 대참사가 되었다.
이 사고로 충격을 받은 해군은 철저한 원인 구명을 실시하였고, 함선의 의장과 복원 성능에 관한 문제점이 밝혀져 재검토가 이루어졌다.
또한 도모즈루를 설계한 함정본부의 후지모토 기쿠오 조선소장은 이 사고의 책임을 물어 근신 처분을 받았고 다음해 뇌출혈로 인해 47세의 나이로 사망하였다.
나가사키현 사세보시의 구 해군 묘지 히가시 공원에는 이 사고로 순직한 병사들의 위령비가 있다.

## 사건의 배경
일본 해군은 1930년 (쇼와 5년)에 체결된 런던 해군 군축 조약으로 주력 군함 (전함, 항공모함) 뿐만이 아닌 순양함과 구축함과 같은 보조함정의 건조에도 제한을 받게 되었다. 이 제약으로 인한 손실을 보충하기 위해 조약 대상 밖이었던 기준 배수량 600톤 이하 선체에 구축함 이상의 중무장을 장비하게 되어 소형 구축함이라고도 말할 수 있는 어뢰정을 건조하게 되었다. 이것이 '도모즈루'가 속한 지도리급 어뢰정이다.

## 사고의 원인 및 대책
요나이 미쓰마사 사세보 진수부 사령장관의 명령으로 도모즈루의 사고에 대해 철저한 조사와 원인 구명이 이뤄져, 계산 상 충분한 복원 성능을 갖고 있던 도모즈루의 선체가 실제로는 과대 무장과 공업 기술의 부족으로 인해 중량이 초과하여 무게중심이 상승한 상태가 되어 복원 성능이 떨어진 것이 사고의 원인이라고 판명되었다.
후지모토 기쿠오 소장은 사령부의 요구에 따라 지도리급 어뢰정 뿐만 아니라 소형 선체에 중무장을 올린 함정을 다수 건조하였다. 이로 인해 사고 후 후부키급 구축함이나 하쓰하루급 구축함 등의 함정에 무장을 줄이거나 상부 구조물 조정, 현측 벌지 장착 등의 조치를 취해 복원 성능을 향상시키고 무게중심을 낮추는 대책이 실시되었다. 이 사건 이후 전함, 항공모함은 60도, 순양함은 90도, 구축함 및 어뢰정은 90~110도 이상의 복원력을 갖도록 하였다. '도모즈루'도 개수를 받고 다음해 1935년 (쇼와 10년) 5월에 재취역하여 태평양 전쟁 말기인 1945년 (쇼와 20년)에 침몰할 때까지 활동하였다.